# Guayalar
Guayalar är en ort i Mexiko.   Den ligger i kommunen Tantoyuca och delstaten Veracruz, i den sydöstra delen av landet, 230 km norr om huvudstaden Mexico City. Guayalar ligger 142 meter över havet och antalet invånare är 176.
Terrängen runt Guayalar är platt. Runt Guayalar är det ganska tätbefolkat, med 72 invånare per kvadratkilometer. Närmaste större samhälle är Tantoyuca, 10,6 km sydost om Guayalar. Trakten runt Guayalar består till största delen av jordbruksmark.